# John Franklin Alexander Strong
John Franklin Alexander Strong (15 de Outubro de 1856 – 27 de Julho de 1929) foi um jornalista nascido no Canadá que foi o segundo governador do Território do Alasca de 1913 até 1918.

## Primeiros anos
John Franklin Alexander Strong nasceu em Salmon Creek, New Brunswick, Canadá, filho de Adam Robert e Janet (Nicholl) Strong no dia 15 de Outubro de 1856. Formou-se na New Brunswick Normal School em 1874. Após a formatura, passou os quatorze anos seguintes trabalhando como dono de uma loja e professor por toda a província. No dia 31 de Dezembro de 1879 casou-se com Elizabeth A. Aitkens de Fredericton, New Brunswick. O casamento gerou três filhos: Jane, Elizabeth e Robert. Cometeu bigamia em 1896 quando casou-se com Anna Hall de Tacoma, Washington.
Strong juntou-se a Corrida do Ouro de Klondike em 1897. Durante suas viagens, trabalhou em jornais em Dawson City, Skagway, e Nome. Em 1905, fundou o The Nome Nugget. Strong foi embora do Alasca em 1906 para trabalhar como Editor de artigos em Tonopah, Nevada e Greenwater, Califórnia. Voltou ao Alasca no ano seguinte, publicando o Herald em Katalla. Em 1910, fundou o Nugget em Iditarod antes de se tornar editor do Alaska Daily Empire em Juneau em 1912.

## Governo
O Presidente Woodrow Wilson nomeou Strong para ser governador do Território do Alasca no dia 17 de Abril de 1913. A nomeação estava de acordo com um programa democrata de 1912 que exigia que os governadores territoriais fossem residentes da área. O novo governador foi empossado no dia 21 de Maio de 1913.
Logo depois de se tornar governador, Strong enfrentou uma crise financeira. As fábricas de conservas de salmão do território, alegando que o imposto recentemente decretado sobre o salmão enlatado era ilegal e recusaram-se a pagar. O imposto era uma importante fonte de receita para o território e a falta de fundos, portanto, criava uma limitação severa à capacidade de Strong de implementar projetos de desenvolvimento. Este problema continuou até depois que o governador deixou o cargo.
A legislação significativa assinada pelo Governador Strong incluiu a concessão da cidadania estadunidense a membros da população indígena que desistiram da vida tribal, implementação de compensação trabalhista e a primeira pensão de aposentação dos Estados Unidos, autorização de uma universidade territorial e a criação de um Conselho de Educação. Além disso, em 1917, os eleitores do território aprovaram um referendo sobre a lei seca. Outras mudanças que afetaram o território foram a autorização para a construção do Alaska Railroad em Outubro de 1914, o afrouxamento dos controles federais sobre a construção de estradas e mineração de carvão e a criação do Parque Nacional Mount McKinley em 1917.
O Presidente Wilson recusou-se a renomear Strong para um segundo mandato como governador e seu último dia no cargo foi em Abril de 1918. De acordo com o Senador dos Estados Unidos, e especialista em história do Alasca, Ernest Gruening, isso ocorreu porque o presidente recebeu informações que indicam que o canadense Strong nunca havia sido naturalizado como Cidadão dos Estados Unidos.

## Últimos anos
Depois de deixar o cargo, Strong foi morar em Seattle, Washington, durante o inverno em Los Angeles. Em 1922 começou uma viagem pelo mundo. Depois de passar um ano na Índia, retornou aos Estados Unidos em 1924. Strong morreu no dia 27 de Julho de 1929 em Seattle de um ataque cardíaco.